# Almagro (Buenos Aires)
Almagro è un quartiere della capitale argentina Buenos Aires. È situato nella parte centrale del territorio della capitale ed è abitato prevalentemente dalla classe media.

## Geografia
Almagro confina a nord con i quartieri di Villa Crespo, Palermo e Recoleta, ad est con Balvanera, a sud con Boedo e ad ovest con Caballito. È compreso tra le strade Río de Janeiro, Avenida Rivadavia, Avenida La Plata, Avenida Independencia, Sánchez de Loria, Sánchez de Bustamante, prolungamento virtuale di Sánchez de Bustamante (ponte pedonale), Sánchez de Bustamante, Avenida Díaz Vélez, Gallo, Avenida Córdoba, Avenida Estado de Israel e Avenida Ángel Gallardo.

## Storia
Quando nel 1854 fu decretata la costruzione della prima ferrovia argentina, che avrebbe unito Buenos Aires all'ovest della sua provincia, Julián Almagro donò una parte dei suoi terreni all'impresa costruttrice affinché vi costruisse una stazione ferroviaria. La fermata, intitolata ad Almagro, verrà disattivata nel 1887.

## Infrastrutture e trasporti
Almagro è servito da tre stazioni (Loria, Castro Barros e Río de Janeiro) della linea A e da due stazioni (Medrano e Ángel Gallardo) della linea B della metropolitana di Buenos Aires.

## Sport
La principale società sportiva del quartiere è il Club Almagro, fondato nel 1911. La squadra di calcio del club gioca le sue partite interne presso lo stadio Tres de Febrero, nella località di José Ingenieros, in provincia di Buenos Aires.
Nel 1908 venne fondato da alcuni ragazzi del barrio il San Lorenzo de Almagro che tuttavia otto anni dopo si trasferirà a Boedo diventandone la squadra di riferimento.